# Kellershohn
Kellershohn ist ein Weiler, der zur Stadt Lohmar im Rhein-Sieg-Kreis in Nordrhein-Westfalen gehört.

## Geographie
Kellershohn liegt im Westen von Lohmar. Umliegende Ortschaften und Weiler sind Rodderhof im Norden, Gammersbacher Mühle und Muchensiefen im Nordosten, Klasberg und Hagerhof im Westen, Hoverhof und Feienberg im Südosten, Bach und Haus Sülz im Süden, Kirschscheiderbroich im Südwesten sowie Körferhof im Westen.
Nördlich und westlich von Kellershohn fließt der Gammersbach, ein orographisch linker Nebenfluss der Sülz. Südöstlich fließt der Bervertsbach entlang, ein ebenfalls linker Nebenfluss der Sülz.

## Geschichte
1885 hatte Kellershohn sechs Wohnhäuser und 21 Einwohner.
Bis 1969 gehörte Kellershohn zu der bis dahin eigenständigen Gemeinde Scheiderhöhe.

## Verkehr
Südwestlich von Kellershohn verläuft die Landesstraße L 288, nordöstlich die L 84. Das Anruf-Sammeltaxi (AST) ergänzt den ÖPNV. Kellershohn gehört zum Tarifgebiet des Verkehrsverbund Rhein-Sieg (VRS).

## Trivia
In Lohmar gibt es viele Weiler und Ortschaften mit der Bezeichnung Hohn im Namenszug, so zum Beispiel Hohn, Höhnchen, Hohnenberg, Kellershohn und Weilerhohn. 